# Кировский (Локтевский район)
Кировский — поселок в Локтевском районе Алтайского края России. Административный центр Кировского сельсовета.

## География
Расположен на юге края, на мелкосопочной равнине у реки р. Золотуха. Примыкает к райцентру - пос.Горняк. 
Климат
резко континентальный. Средняя температура января −17,2°С, июля +20,2°С. Годовое количество атмосферных осадков 365 мм.

## История
Основан в 1930 году как посёлок центральной усадьбы совхоза «Локтевский».

## Население
| 1997  | 1998  | 1999  | 2000  | 2001  | 2002  | 2003  | 2004  | 2005  |
| ----- | ----- | ----- | ----- | ----- | ----- | ----- | ----- | ----- |
| 1159  | ↘1144 | ↗1148 | ↗1163 | ↗1196 | ↘1178 | ↗1222 | ↘1197 | ↘1196 |
| 2006  | 2007  | 2008  | 2009  | 2010  | 2011  | 2012  | 2013  |       |
| ↘1186 | ↗1288 | ↘1185 | ↘1162 | ↘1141 | ↘1131 | ↘1090 | ↘1062 |       |

национальный состав
Согласно результатам переписи 2002 года, в национальной структуре населения русские составляли 89 % от 1222 жителей.

## Инфраструктура
Основа экономики - сельское хозяйство. 
Кировская средняя общеобразовательная школа. Администрация поселения. 

## Транспорт
Село доступно по дорогам общего пользования: регионального значения  "а/д А-322 - Горняк - Староалейское" (идентификационный номер  01 ОП РЗ 01К-26) и межмуниципального значения «Кировский - Александровка - Павловка» (идентификационный номер 01 ОП МЗ 01Н-2602) протяженностью 30,100.